# Chiang Wan-an

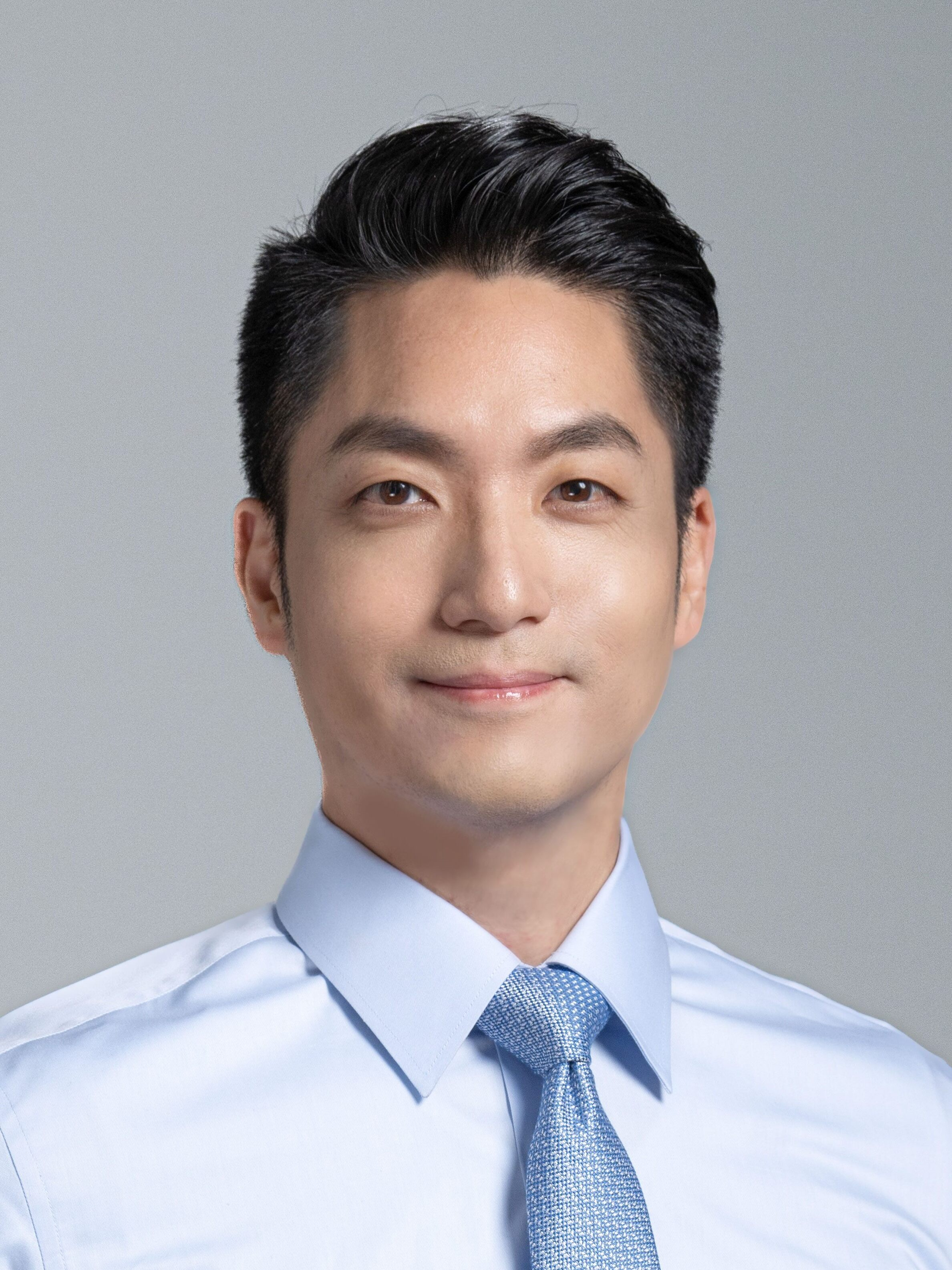
Chiang Wan-an (2023)

Chiang Wan-an (chinesisch 蔣萬安, Pinyin Jiǎng Wàn′ān, * 26. Dezember 1978 in Taipeh) ist ein taiwanischer Politiker der Kuomintang (KMT), ehemaliger Abgeordneter im Legislativ-Yuan und seit dem 25. Dezember 2022 Bürgermeister der regierungsunmittelbaren Stadt Taipeh.

## Name
Chiangs ursprünglicher Name lautete Chang Wan-an (章萬安). Sein Vater Chiang Hsiao-yen, ein ehemaliger Vize-Vorsitzender der Kuomintang, trug denselben Familiennamen 章 (Chang), bis er ihn 2005 in Chiang änderte, weil er sich als unehelichen Sohn des ehemaligen Präsidenten Chiang Ching-kuo sieht. Auch Chiang Wan-an, der damit ein Enkel Chiang Ching-kuos und ein Urenkel Chiang Kai-sheks wäre, änderte daraufhin seinen Familiennamen in Chiang. Die Abstammung wurde von der Familie Chiang weder dementiert noch bestätigt.

## Frühe Karriere
Chiang studierte Rechtswissenschaft und Internationale Beziehungen an der Chengchi-Nationaluniversität und war nach seinem Abschluss in einer Anwaltskanzlei tätig. 2002 ging er zum Studium an die University of Pennsylvania Law School und erwarb dort die akademischen Titel Juris Doctor und Doctor of Juridical Science (2007). Chiang arbeitete danach für die Anwaltskanzlei Wilson Sonsini Goodrich & Rosati in Palo Alto und andere. Mit Partnern gründete er 2011 eine eigene Kanzlei in San Francisco und nach seiner Rückkehr nach Taiwan im Jahr 2013 eine Zweigstelle in Taipeh.

## Abgeordneter im Legislativ-Yuan
Chiang ging in die Politik und kandidierte in einem Wahlkreis seiner Heimatstadt Taipeh für den Einzug in den Legislativ-Yuan, das taiwanische Parlament. Bei der Wahl am 16. Januar 2016 wurde er gewählt und gehörte dem Parlament bei einer Wiederwahl 2020 sechs Jahre lang an.

## Bürgermeister von Taipeh
Im Mai 2022 nominierte die Kuomintang Chiang als Kandidaten für das Amt des Bürgermeisters von Taipeh. Chiang gewann die Wahl am 26. November mit 42,29 % vor seinem Kontrahenten Chen Shih-chung (31,93 %) von der Demokratischen Fortschrittspartei. Bei seinem Amtsantritt am 25. Dezember war er der jüngste Taipeher Bürgermeister der Geschichte.

## Politische Positionen
Im Einklang mit der Position seiner Partei der Kuomintang erkennt Chiang Wan-an den Konsens von 1992 an, wonach die Volksrepublik und die Republik China (Taiwan) zu Einem China gehörten, aber unterschiedliche Vorstellungen davon hätten, wie dieses China zu gestalten sei. Gleichzeitig fordert Chiang, dass die Volksrepublik die Existenz der Republik China als Tatsache anerkennen müsse, und lehnt das Prinzip Ein Land, zwei Systeme nach dem Modell Hongkongs für Taiwan strikt ab.